# Lychnorhizidae
Lychnorhizidae é uma família de medusas da ordem Rhizostomeae.

## Géneros
- Anomalorhiza Light, 1921
- Lychnorhiza Haeckel, 1880
- Pseudorhiza von Lendenfeld, 1882